# Joseph Uriot

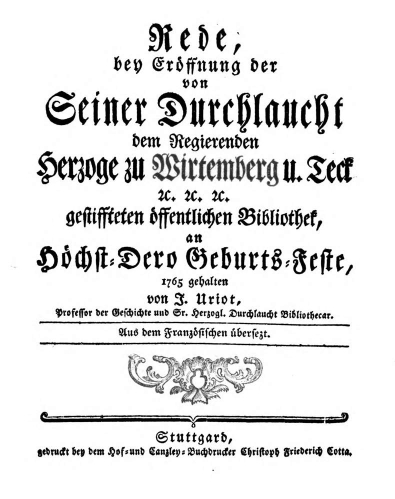
Titelblatt der Einweihungsrede für die Bibliothek Carl Eugens

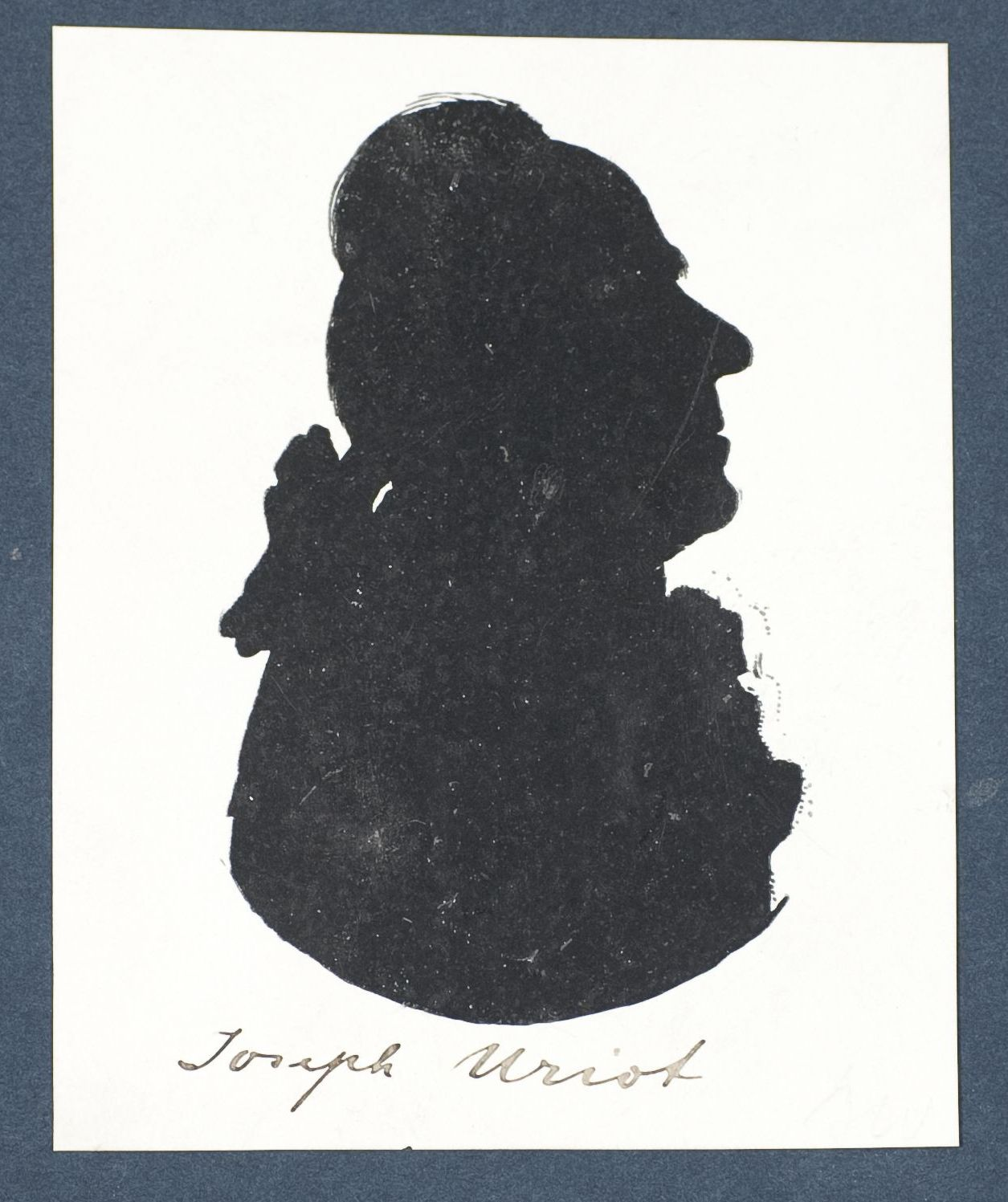
Porträt von Joseph Uriot in Form eines Schattenrisses

Joseph Uriot (* 17. März 1713 in Nancy; † 18. Oktober 1788 in Stuttgart) war Freimaurer, Bibliothekar, Schauspieler, Schauspiellehrer, Geschichtsprofessor, Französischlehrer, Musiker und Schriftsteller im Herzogtum Württemberg. Er war Maître de plaisir am württembergischen Hof.

## Leben
Joseph Uriot begann seine Ausbildung am Jesuitenkolleg in Nancy und schloss seine Studien in der Universität von Pont-à-Mousson ab. Von 1732 bis 1737 unterrichtete er die klassischen Sprachen; 1737 wurde er Professor für Geschichte und Geographie und außerdem Bibliothekar in Lunéville, später Schauspieler in Bayreuth.
Uriot hinterließ diverse Schriften zur Freimaurerei. Er war Mitglied der Loge zur Einigkeit in Frankfurt. 1750 gründete er in Bayreuth eine französische Loge, ferner war er Mitglied der Brüsseler Loge L'Égalité.
1759 kam er als Schauspieler nach Württemberg, und am 19. Oktober 1761 wurde er zum herzoglichen Bibliothekar ernannt. Die Bibliothek des Herzogs Carl Eugen (die heutige Württembergische Landesbibliothek) wurde in Ludwigsburg gegründet und 1765 eröffnet; Uriot, der in diesem Jahr von seiner Tätigkeit als Schauspieler zurücktrat und fortan die Bibliothek leitete, verfasste dazu eine Rede, die im Druck erschien. Die Bibliothek wurde 1776 in das Stuttgarter Herrenhaus verlegt. Verwaltet wurde sie von insgesamt vier Bibliothekaren, denen zwei Diener zur Seite standen. An drei Tagen in der Woche stand sie den Lesern offen; entleihen konnte man Bücher jedoch nur gegen eigenhändige Unterschrift des Herzogs. Die Bestände wuchsen zu Lebzeiten Carl Eugens, der durch seine Ankäufe unter anderem den Grundstock zur größten Bibelsammlung Europas schuf, auf etwa 100.000 Bände an. Uriot muss auch selbst bibliophil gewesen sein; unter anderem ist belegt, dass sich in seinem Besitz eine Handschrift des Buchs der Natur von Konrad von Megenberg befand.
In Stuttgart sah Uriot unter anderem die Uraufführung des Balletts Médée et Jason von Jean Georges Noverre im Jahr 1763, in der der damals 33 Jahre alte Gaetano Vestris die Rolle des Jason hatte. Seine Tanzpartnerin war Mlle. Nency, später als Ehefrau Antoine Trancarts, der bei dieser Aufführung im Ballettchor tanzte, unter dem Namen Maria Anna Trancart bekannt. Uriot, als Chronist der Feste zur Feier des Geburtstags Carl Eugens sowie der Opern- und Ballettaufführungen der Faschingszeit, verfasste genaue Beschreibungen dieser Höhepunkte des künstlerischen und gesellschaftlichen Lebens im Stuttgart des späten 18. Jahrhunderts. Als Schauspiellehrer am Musik- und Mimikinstitut der herzoglichen Akademie kümmerte er sich um den künstlerischen Nachwuchs. Uriot war außerdem an der Hohen Karlsschule der Französischlehrer Friedrich Schillers und machte diesen wahrscheinlich mit Noverres Lettres sur la Danse, et sur les Balletts bekannt.
Ob Uriot wirklich auch selbst komponierte oder nicht vielmehr nur das Libretto zu einigen Werken Antonio Boronis schrieb, ist umstritten.
1779 wurde Uriot Theaterdirektor in Stuttgart.
Johann Jakob oder Jacob Michael Mettenleiter schuf ein Porträt Uriots.

## Werke (Auswahl)
- Lettre D'Un Franc-Maçon A Mr. De Vaux. Conseiller De Sa Maj. Le Roy De Pologne Duc De Lorraine Et De Son Altesse Electorale Le Prince Palatin, Frankfurt a. M. 1742 (Digitalisat).
  - deutsche Übersetzung: Sendschreiben eines Freymäurers der hiesigen Einigkeits Loge, an den Herrn von Vaux, Königl. Pohlnisch-Herzoglich-Lothring- und Churpfältzischen Raths, das Geheimniß der Freymäurer-Gesellschaft betreffend, Frankfurt a. M. 1742.
- Le Secrèt Des Francs-Mâçons Mis En Evidence, Frankfurt a. M.: Societé 1744 (Digitalisat).
- Odes Sur la Naissance de Son Altesse Sérénissime Monseigneur le Margrave de Brandebourg-Culmbac-Bayreuth, célébrée le 10 May 1745. & Sur celle de Son Altesse Royale Son auguste Epouse célébrée le 3 Juillet de la même année, Bayreuth: Dietzel 1745. (Digitalisat).
- Description Des Festes Données A Stoutgard Par Son Altesse Serenissime Monseigneur Le Duc Regnant De Würtemberg & Teck &c. &c. A L'Occasion Du Jour De Sa Naissance, Stuttgart: Erhard 1762.
  - deutsche Übersetzung:  Beschreibung der Feyerlichkeiten, welche bey Gelegenheit des Geburtsfestes... des regierenden Herrn Herzogs zu Würtenberg und Teck den 11ten und folgende Tage des Hornungs 1763 angestellet worden, Stuttgart: Cotta 1763.
- La vérité telle qu'elle est, contre "La pure vérité", Augsburg 1765.
  - dt. Übersetzung:  Die Wahrheit, so wie sie ist, der so betitelten Reinen Wahrheit entgegen gesetzet, durch Eine Gesellschaft ehrlicher Männer, welche von der Beschaffenheit des Würtembergischen Hofes und der Verfassung des Herzogthums eine vollkommene Kenntniss haben, Stuttgart: Cotta 1765.
- Rede, bey der Eröffnung der von Seiner Durchlaucht dem Regierenden Herzoge zu Wirtemberg u. Teck ... gestiffteten öffentlichen Bibliothek, an Höchst-Dero Geburts-Feste, 1765 gehalten, Stuttgart: Cotta 1765.
- Discours Sur La Richesse Et Les Avantages Du Duché De Würtemberg, Stuttgart: Cotta 1770.
  - deutsche Übersetzung: Rede von dem Reichthum und den Vorzügen des Herzogthums Würtemberg, Stuttgart: Cotta 1770 (Digitalisat).

- Historische Nachricht von der Stiftung der Herzoglichen Militär-Akademie in Stuttgardt und ihrer Erhebung zur Carls-Hohen-Schule 1781, Stuttgart: Cotta 1781.